# Финк, Робин
Роберт Джон «Робин» Финк (англ. Robert John "Robin" Finck; род. 7 ноября 1971, Парк-Ридж, Нью-Джерси) — американский гитарист. Участник групп Guns N’ Roses и Nine Inch Nails.

## Биография

### Карьера
Финк вырос в американском городе Мариетта, штат Джорджия, и играл с группами, которые были родом из Атланты, такими как Prowess, Bat Your Lashes, Sik Dik и Impotent Sea Snakes.
Он присоединился к группе Nine Inch Nails во время их гастролей в 1994-1995 годах, после ухода гитариста Ричарда Патрика. В дебютном студийном альбоме Pretty Hate Machine в песне «Sanctified» он исполнил гитарный дроун. Финк выступал с Nine Inch Nails на фестивале Вудсток 1994 и снялся в их видеоальбоме, двенадцатом официальном релизе группы, Closure, выпущенном 25 ноября 1997 года.
После завершения тура он устроился в цирковую труппу Cirque du Soleil и участвовал в девятом шоу Quidam. В августе 1997 года Финк подписал двухлетний контракт с Guns N 'Roses, заменив Слэша, и официально стал её участником. Изначально Мэтт Сорум годом ранее рекомендовал Роузу кандидатуру Финка в качестве возможного второго гитариста в дополнение к Слэшу. Финк принимал участие в создании шестого студийного альбома Chinese Democracy, который создавался более десяти лет и пережил несколько изменений в составе. Хотя альбом так и не был завершен, песня «Oh My God» была выпущена в качестве саундтрека к фильму «End of Days». Играл ли Финк в этой песне, это спорный вопрос. Вокалист Guns N 'Roses Эксл Роуз говорит, что да, в то время как сам Финк говорит, что нет.
В 1999 году Финк вновь выступал в качестве гастрольного гитариста Nine Inch Nails во время туров Fragility v1.0 и Fragility v2.0 в поддержку двойного альбома The Fragile. Тур «Fragility» запечатлён в вышедшем в 2002 живом альбоме And All That Could Have Been на CD, DVD и VHS. Это был второй релиз Финка с группой. Делюкс-издание концертной записи шло с дополнительным диском Still, на котором были записаны несколько новых, а также «более акустические» версии песен Nine Inch Nails. Финк играл на студийной версии «The Day the World Went Away». Вскоре после окончания тура в 2000 году он вернулся в Guns N 'Roses, отыграв с ними четыре концерта в конце 2001 года, после чего последовал короткий тур по Европе и Азии в середине 2002 года и выступление вживую на MTV Video Music Awards. Запланированный тур по США должен был продлиться до конца 2002 года, но был отменен промоутером после того, как два отмененных концерта привели к массовым беспорядкам со стороны фанатов. Примерно в это же время Финк и его коллега по группе Бакетхед участвовали в создании саундтрека к фильму Джона Карпентера «Призраки Марса», играя вместе с участниками трэш-метал-группы Anthrax и гитаристом-виртуозом Стивом Вай. После выполнения своих гастрольных обязательств перед GNR он участвовал в постановке LedZAerial (выступление акробатов под музыку группы Led Zeppelin).
Летом 2006 года он гастролировал по Европе с Guns N 'Roses, выступая перед аудиторией более чем 700 000 человек. В конце года они отправились в турне по Северной Америке, а в 2007 году отправились в Мексику, Австралию и Японию.
4 апреля 2008 года на сайте nin.com было объявлено, что Финк снова присоединится к Nine Inch Nails. Финк, Джош Фриз и Алессандро Кортини исполнили инструментальные партии в альбоме Nine Inch Nails The Slip, хотя они являлись концертными участниками группы и не участвовали непосредственно в написании песен.
В ноябре 2008 года вышел альбом Guns N 'Roses «Chinese Democracy». Финк является соавтором песни «Better», которая позже была выпущена как сингл, а также еще 7 песен из альбома. Он также играл на гитаре на каждом треке и исполнил 7 гитарных соло.
Он решил остаться в NIN после выпуска альбома, а 21 марта 2009 года он был официально заменен на гитариста Дарена Джей Ашба из группы Sixx:A.M. Официальный веб-сайт Guns N 'Roses заявил, что «Робин продолжает быть частью GN’R в силу истории Guns и его участия в Chinese Democracy».
После ухода участников Алессандро Кортини и Джоша Фриза в конце 2008 года, Резнор собирает новую группу (Финк и басист Джастин Мелдал-Йонсен) и отправляется в тур по Северной Америке «Lights in the Sky».
12 марта 2012 года Финк появился на сцене с Guns N 'Roses, исполнив песню «Better», которую он написал в соавторстве с Экслом Роузом.
17 мая 2013 года Трент Резнор объявил на своём аккаунте в Твиттере и на домашней странице nin.com, что Финк снова присоединится к Nine Inch Nails во время туров 2013-2014 годов. С тех пор Финк выступал с группой в каждом последующем туре, хотя он остается только гастролирующим участником.

## Дискография

### В составе Nine Inch Nails
- 1994 — Closer to God
- 1995 — Further Down the Spiral
- 2002 — And All That Could Have Been
- 2004 — The Downward Spiral (Deluxe Edition)
- 2008 — The Slip
- 2013 — Hesitation Marks

### В составе Guns N’ Roses
- 1999 — Oh My God (unconfirmed)
- 2008 — Chinese Democracy

### В группе Дэнни Эльфмана
- 2021 — Big Mess